# Quindu
Quindu (em francês: Kindu) é a capital de Maniema, uma província da República Democrática do Congo. Segundo estimativa para 2010, tem 163.587 habitantes.
É um importante porto fluvial da bacia do Congo servindo de ponto de escoamento da produção mineral de cobre ao sul. O cobre vem até a Quindu pela Ferrovia Cabo–Cairo, que inclusive tem seu término do trecho sul na cidade. Além das atividades logísticas, produz café e arroz nas redondezas.